# För kärlekens skull (musikalbum)
För kärlekens skull är ett visalbum från 2003 av Christer Sjögren. På albumlistorna placerade det sig som högst på 4:e plats i Sverige och 25:e plats i Norge.

## Låtlista
1. För kärlekens skull
2. Jag ger dig min morgon (I Give You the Morning)
3. Jag älskar bara mer
4. Kärleken förde oss samman
5. När morgonen gryr
6. Så skimrande var aldrig havet
7. Morgon på Kungsholmen
8. Älska mig
9. Somliga går med trasiga skor
10. En valsmelodi
11. Den första gång jag såg dig
12. Kärleksvals
13. I folkviseton
14. Ack Värmeland du sköna

## Medverkande
- Christer Sjögren - sång
- Per Lindvall - trummor
- Peter Ljung - piano, klaviatur
- Thobias Gabrielsson, bas
- Henrik Janson, Ulf Janson, gitarr, klaviatur

## Listplaceringar
| Lista (2003-2004) | Topplacering |
| ----------------- | ------------ |
| Norge             | 25           |
| Sverige           | 4            |